# تیشیما دا فلکس
تیشیما دا فلکس (به لاتین: Tschima da Flix) یک کوه در سوئیس است که در کانتون گراوبوندن واقع شده‌است. تیشیما دا فلکس ۳٬۳۱۶ متر بالاتر از سطح دریا واقع شده‌است.